# Pedimento (geología)
En geomorfología, un pedimento es un glacis de pendiente muy suave formado sobre una roca dura por una capa de 1 a 2 metros de aluviones, de la cual emergen relieves residuales.[cita requerida] Los pedimentos son característicos de climas semiáridos favorables a la disgregación del granito y otras rocas duras en partículas suficientemente finas para que puedan ser transportadas por la arroyada difusa. Se forman en torno a relieves residuales que pueden ser montículos redondeados, aunque muchas veces se trata de montes islas. Una vez formado el pedimento, con una pendiente de hasta 7, los derrubios finos procedentes del desgaste de las vertientes de esos relieves son arrastrados por la arroyada hasta el llano circundante: el pedimento constituye entonces una zona de transporte intermediaria.
La roca remanente bajo los pedimentos cubiertos puede estar altamente meteorizada.